# 布雷茹
布雷茹是巴西马拉尼昂州的一个市镇。总面积1074.5平方公里，总人口32453人，人口密度30.2人/平方公里。